# District de Chaoyang (Pékin)
Pour les articles homonymes, voir Chaoyang (homonymie).
Le district de Chaoyang (chinois simplifié : 朝阳区 ; pinyin : cháoyáng qū) est une subdivision de la municipalité de Pékin en Chine.

## Géographie
Le district s'étend sur 470,8 km2 dans l'est de l'agglomération de Pékin.
Il abrite le centre des affaires, de nombreuses ambassades – principalement dans le quartier de Sanlitun – ainsi que l'aéroport international de Pékin.

## Art et monuments
Le parc des vestiges de la muraille Yuan de Dadu chinois simplifié : 元大都城垣遗址公园 ; pinyin : yuán dàdū chéngyuán yízhǐ gōngyuán, est un parc comprenant des vestiges de la capitale mongole de Khanbalik (ou Dadu) de la dynastie Yuan, fondée à Pékin sur l'ancienne capitale des Jin, par Kubilai Khan au XIIIe siècle.
L'Espace 798, situé dans ce district est le plus grand centre d'art contemporain de Chine, développé sur une usine désaffectée.
Le district compte aussi l'Olympic Green, un espace sportif créé à l'occasion des Jeux olympiques d'été de 2008, comportant le Stade national de Pékin (surnommé le nid d'oiseau), la Tour Ling Long et le parc de Chaoyang (zh).

## Éducation
École internationale:
- Lycée français international Charles-de-Gaulle de Pékin

## Transport
- Aéroport international de Pékin-Capitale (dans une enclave à l'intérieur du district de Shunyi)